# Arthur Guirriec
Arthur Guirriec, né le 3 mars 1890 à Lambézellec (Finistère) et mort le 30 juillet 1956 à Paris, est un homme politique français.

## Biographie
Il est militaire.
Il est élu au Conseil de la République,.